# Дрозди (водосховище)
Водосховище Дрозди (біл. Дразды) розташоване на північно-західній околиці Мінська, на річці Свіслоч. Входить до складу Вілейсько-Мінської водної системи.
Утворено в 1976 р. греблею на річці Свіслоч для технічного водопостачання та водного благоустрою міста. Площа 2,1 км², довжина 0,64 км, глибина досягає 6 м, середня глибина 2,7 м, об'єм 5,75 млн м³, площа водозбору 649 км². Проточне. Береги в основному низькі, є 4 невеликих острова. Уздовж берегів розташована зона відпочинку, пляжі, човнова станція. Між Заславським водосховищем і Дрозди розташований канал для занять водними видами спорту.
Популярне місце літнього та підлідного лову риби.